# Ель-Пайо
Ель-Пайо (ісп. El Payo) — муніципалітет в Іспанії, у складі автономної спільноти Кастилія-і-Леон, у провінції Саламанка. Населення — 394 особи (2010).
Муніципалітет розташований на відстані близько 260 км на захід від Мадрида, 120 км на південний захід від Саламанки.
На території муніципалітету розташовані такі населені пункти: (дані про населення за 2010 рік)
- Ель-Пайо: 394 особи
- Вільяр-де-Флорес: 0 осіб

## Демографія
Динаміка населення (INE ):

## Зовнішні посилання
- Посилання на Google Maps